# Josh Archibald
Joshua „Josh“ Archibald (* 6. Oktober 1992 in Regina, Saskatchewan) ist ein ehemaliger US-amerikanischer Eishockeyspieler kanadischer Herkunft, der im Verlauf seiner aktiven Karriere zwischen 2011 und 2023 unter anderem 329 Spiele für die Pittsburgh Penguins, Arizona Coyotes und Edmonton Oilers in der National Hockey League (NHL) bestritten hat. Mit den Pittsburgh Penguins gewann der rechte Flügelstürmer im Jahr 2017 den Stanley Cup. Sein Vater Jim Archibald war ebenfalls professioneller Eishockeyspieler und kam auf 16 Einsätze für die Minnesota North Stars in der NHL.

## Karriere

### Jugend
Josh Archibald wurde in Regina geboren, zog allerdings im Alter von 15 Jahren mit seiner Familie nach Brainerd im US-Bundesstaat Minnesota, in die Heimat seiner Mutter. Dort besuchte er die Brainerd High School und lief parallel für deren Eishockeyteam in einer regionalen High-School-Liga auf. In der Saison 2011/12 erzielte der rechte Flügelstürmer dabei 73 Scorerpunkte in nur 25 Spielen und wurde infolgedessen bereits im NHL Entry Draft 2011 an 174. Position von den Pittsburgh Penguins berücksichtigt. Anschließend schrieb sich Archibald im Herbst 2011 an der University of Nebraska Omaha ein und nahm fortan mit deren Mannschaft, den Mavericks, am Spielbetrieb der National Collegiate Athletic Association (NCAA) teil. Während seiner College-Zeit zeichnete sich der Angreifer vor allem als regelmäßiger Torschütze aus und steigerte seine persönliche Statistik von Jahr zu Jahr bis auf 29 Tore und 14 Vorlagen in der Spielzeit 2013/14. In Anerkennung dieser Leistungen wurde er als Spieler des Jahres der National Collegiate Hockey Conference (NCHC) ausgezeichnet sowie in deren First All-Star Team gewählt. Darüber hinaus war er einer von zehn Finalisten um den Hobey Baker Memorial Award, der den besten College-Spieler des Landes ehrt.

### NHL
Anschließend unterzeichnete Archibald im Mai 2014 einen Einstiegsvertrag bei den Pittsburgh Penguins und kam bis zum Saisonende auf seine ersten neun Profispiele für die Wilkes-Barre/Scranton Penguins aus der American Hockey League (AHL), das Farmteam Pittsburghs. Die Spielzeit 2014/15 verbrachte er ebenfalls zum Großteil in Wilkes-Barre/Scranton, wurde allerdings auch für neun Einsätze zu den Wheeling Nailers in die drittklassige ECHL geschickt. In der Folge stabilisierte der Angreifer seine Leistungen in der AHL und gab schließlich im März 2016 sein Debüt für die Pittsburgh Penguins in der National Hockey League (NHL). In der Saison 2016/17 gewann Archibald mit Pittsburgh den Stanley Cup und kam dabei in Spiel vier der Finalserie zu einem Playoff-Einsatz, sodass sein Name auf der Trophäe verewigt wurde. Im Sommer 2017 unterzeichnete er einen neuen Zweijahresvertrag bei den Penguins.
Dennoch spielte Archibald in der Folge keine Rolle mehr im NHL-Kader der Penguins und wurde daher im Dezember 2017 samt Sean Maguire und einem Sechstrunden-Wahlrecht für den NHL Entry Draft 2019 an die Arizona Coyotes abgegeben. Im Gegenzug erhielten die Penguins Michael Leighton und ein Viertrunden-Wahlrecht für den gleichen Draft. Bei den Coyotes etablierte sich Archibald in der Folge in der NHL. Im Sommer 2019 wechselte der Angreifer als Free Agent auf Basis eines Einjahresvertrags zu den Edmonton Oilers, der im März 2020 um zwei weitere Jahre verlängert wurde. Zu Beginn der Saison 2021/22 fiel der Stürmer jedoch aufgrund einer diagnostizierten Herzmuskelentzündung auf unbestimmte Zeit aus und gab erst im März 2022 sein Comeback.
Nach der Saison 2021/22 wurde sein auslaufender Vertrag in Edmonton nicht verlängert, sodass er als Free Agent zu den Pittsburgh Penguins zurückkehrte. In gleicher Weise wechselte er im Juli 2023 zu den Tampa Bay Lightning, die seinen Vertrag aber nur zwei Monate später wieder auflösten, da die Neuverpflichtung mit dem Eishockey pausieren wollte. Archibald trat in der Folge nicht mehr auf professioneller Ebene in Erscheinung.

### International
Durch seine US-amerikanische Mutter und seinen kanadischen Vater besitzt Archibald die doppelte Staatsbürgerschaft und entschloss sich, für die Vereinigten Staaten aufzulaufen. Diese vertrat er im Juniorenbereich mit der U20-Nationalmannschaft bei der U20-Weltmeisterschaft 2012 und belegte dort mit dem Team den siebten Platz.

## Erfolge und Auszeichnungen
- 2014 NCHC First All-Star Team
- 2014 NCHC-Spieler des Jahres
- 2014 Finalist um den Hobey Baker Memorial Award
- 2017 Stanley-Cup-Gewinn mit den Pittsburgh Penguins

## Karrierestatistik

### International
Vertrat die USA bei:
- U20-Junioren-Weltmeisterschaft 2012

(Legende zur Spielerstatistik: Sp oder GP = absolvierte Spiele; T oder G = erzielte Tore; V oder A = erzielte Assists; Pkt oder Pts = erzielte Scorerpunkte; SM oder PIM = erhaltene Strafminuten; +/− = Plus/Minus-Bilanz; PP = erzielte Überzahltore; SH = erzielte Unterzahltore; GW = erzielte Siegtore; 1 Play-downs/Relegation; Kursiv: Statistik nicht vollständig)